# Eriopyga cirphidia
Eriopyga cirphidia är en fjärilsart som beskrevs av Max Wilhelm Karl Draudt 1924. Eriopyga cirphidia ingår i släktet Eriopyga och familjen nattflyn. Inga underarter finns listade i Catalogue of Life.